# 나루아와히아 유나이티드 AFC
나루아와히아 유나이티드 AFC(Ngaruawahia United Association Football Club)는 뉴질랜드 나루아와히아를 연고로 하는 축구단이다. 구단은 2021년 와이BOP 프리미어십과 2022년 NRFL 디비전 2의 연속 승격을 통해서 현재는 NRFL 챔피언십에 참가하고 있다.

## 역사
1968년에 창단된 후 구단의 선수들은 고등학교에 다니는 십대들로 구성되어 있었다. 1977년 나루아와히아 유나이티드와 애프코 레인저스가 합병한 후 클럽은 나루아와히아-애프코 유나이티드라는 이름을 사용했지만 1986년에 애프코라는 이름은 삭제되었다.

## 기록
- 1976년 케임브리지 토너먼트 준우승
- 1998년 채텀컵 준결승 진출
- 2006 노던 리그 디비전 2 준우승
- 2006년 케임브리지 토너먼트 준우승
- 2007년 케임브리지 토너먼트 플레이트 우승
- 2008년 케임브리지 토너먼트 우승
- 2009 프리미어리그 승격
- 2011년 1부리그 승격
- 2013 프리미어 디비전으로 승격
- 2020 와이BOP 프리미어십 준우승
- 2021 캠브리지 토너먼트 우승
- 2021 채텀컵 16강
- 2021년 WaiBOP 프리미어십 우승